# Santa Cruz de Guacas (Venezuela)
Pour les articles homonymes, voir Santa Cruz de Guacas et Santa Cruz.
Santa Cruz de Guacas est la capitale de la paroisse civile de Santa Cruz de Guacas de la municipalité d'Andrés Eloy Blanco dans l'État de Barinas au Venezuela.